# ウドカズラ
ウドカズラ（学名：Ampelopsis cantoniensis var. leeoides）はブドウ科のつる性の落葉木本。

## 概説
ウドカズラは、6～7月頃に黄緑色の5mm前後の花をつけ、果実は赤く熟する。また、その果実は鳥や哺乳類が好んで食べ、植物の葉の部分は蛾の幼虫が食用とする。
ウドカズラは、山岳地帯に数多く見られ、特に春日大社境内にはウドカズラの自生地があり、学術上の価値が高いとされている。しかしウドカズラは広く自生しているわけではなく、何処でも見かけるというほど多い蔓ではないとされている。そのため、限られた地域に自生することもあって、図鑑等に載っていないことも多い。このような特性から、ウドカズラは自然環境の保全や生物多様性の観点からも重要な植物と言える。

## 特徴
つる性の落葉性木本。枝には毛はなく、皮目がある。巻きひげの先は2つに分かれる。葉は大きく、柄を含めて長さ12～30cmに達する。葉身は単羽状複葉になっており、側小葉は2～4対。最下の側小葉は更に3出に分かれることがある。小葉には長さ2～10mmの柄があり、個々の小葉の葉身は卵形、楕円形から長楕円形、あるいは更に幅の狭いものもあり、長さは3～10cm、先端は尖っており、基部はくさび形で、縁にはまばらに低い鋸歯がある。葉の両面共に無毛だが脈の上だけには短い毛がある。
花は6～7月に咲く。花序は大きくて短い柄があり、花は径2～3mmと小さく、緑色。花弁は5枚。果実は球形で径7mm、赤から黒色に熟する。
ウドカズラの名前は、その葉がウコギ科のウドの葉に似ていることから来ている。

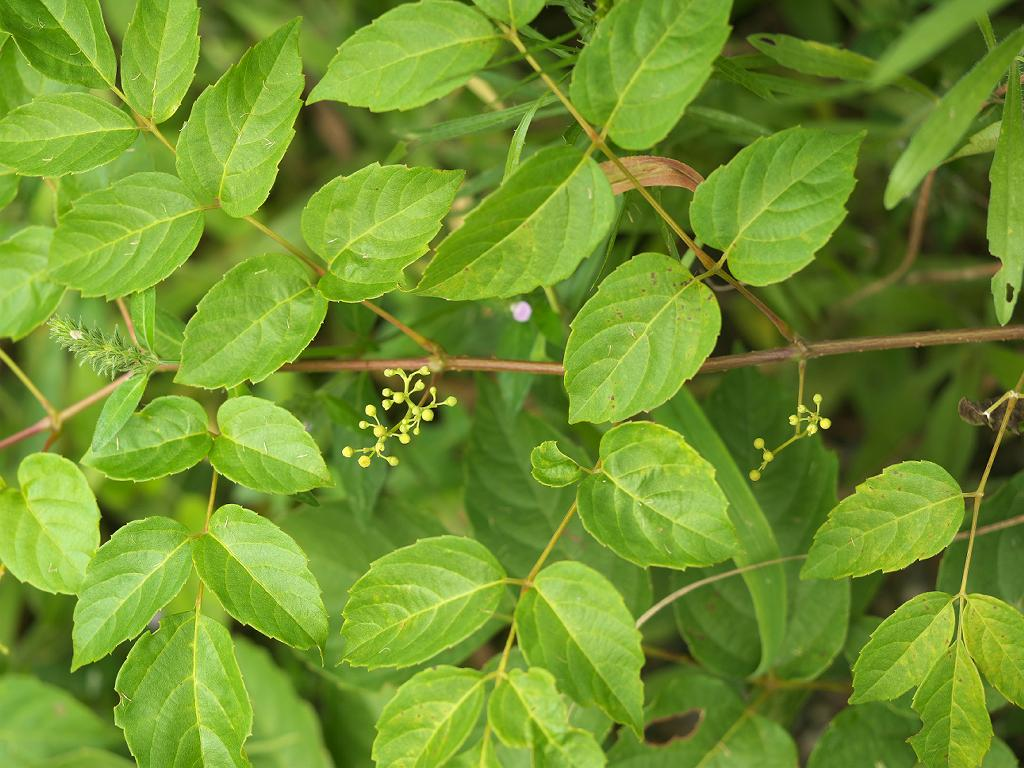
葉と花序
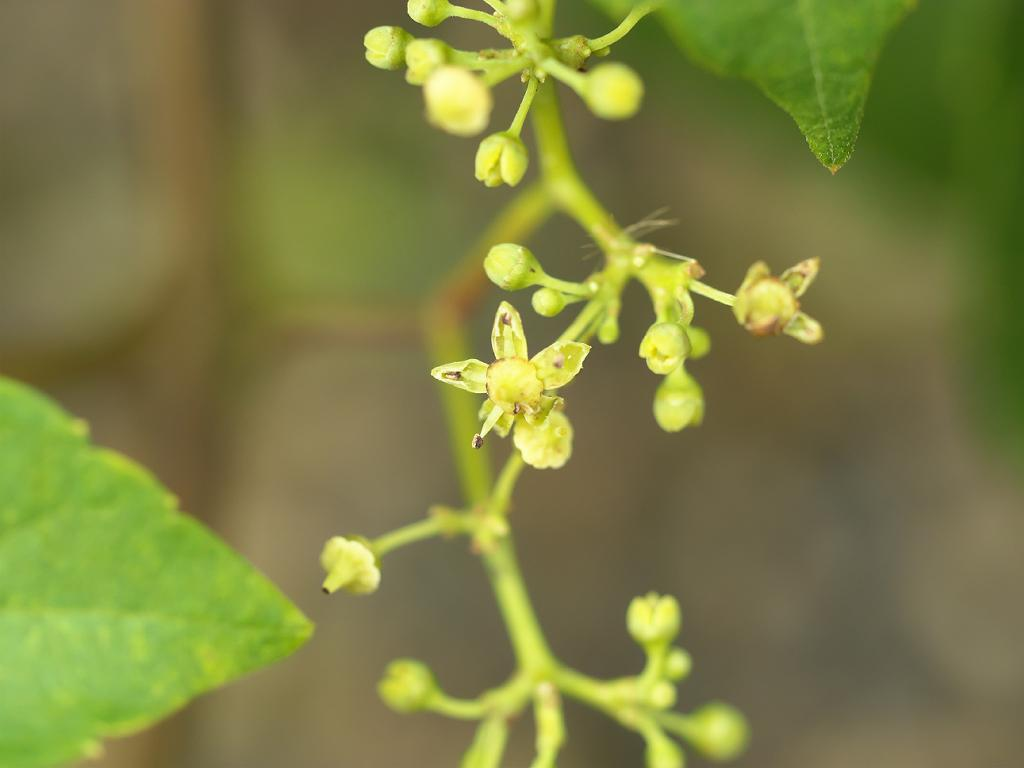
花序の拡大像

## 分布と生育環境
本州では紀伊半島と山口県、四国、九州に知られ、国外では台湾北部に分布する。ただし下記のレッドデータシステムの情報では本州の近畿地方以西にはもっと分布があるようである。
林縁や林内に生えるもので、愛媛県ではスギ植林や自然林の林縁で見かけられる。大分県では低地の谷沿いの林縁などで見かけるものである。

## 分類など
本種の属するノブドウ属には世界に30種ほどが知られるが、日本には本種の他には日本全国に分布する普通種であるノブドウ A. glandulosa var. heterophylla がある。ただし、本種に似たアツバウドカズラ A. chaffanjonii が種子島から記録されており、この種は中国に産するものであるが、これには検討が必要という。

## 保護の状況
環境省のレッドデータブックでは指定がないが、府県別では京都府、兵庫県、島根県、山口県、福岡県で絶滅危惧I類、三重県、奈良県、広島県、愛媛県、大分県、熊本県で絶滅危惧II類、和歌山県で準絶滅危惧の指定があり、鹿児島県では分布上重要な種という指定がされており、また岡山県では絶滅したとされている。京都府では2010年に始めて発見されたものの個体数がごく少数であり、またここが北限に当たるという。愛媛県では生育カ所は複数あるもののやはり個体数は少なく、森林伐採などによる生育環境の悪化が懸念されている。いずれにせよ、分布域の多くではその個体数が少ない状況のようである。